# جيليان ساندرز
جيليان ساندرز (بالإنجليزية: Gillian Sanders)‏ هي تريثلت جنوب أفريقية، ولدت في 15 أكتوبر 1981 في جوهانسبرغ في جنوب أفريقيا.

## وصلات خارجية
- جيليان ساندرز على موقع اتحاد الترياتلون الدولي (الإنجليزية)
- جيليان ساندرز على موقع أوليمبيديا (الإنجليزية)
- جيليان ساندرز على موقع اتحاد ألعاب الكومنولث (مؤرشف) (الإنجليزية)